# Christian Gotthilf Salzmann
Pour les articles homonymes, voir Salzmann.
Christian-Gotthilf Salzmann (né le 1er juin 1744 à Sommerda en électorat de Mayence, mort le 31 octobre 1811 à Schnepfenthal, aujourd'hui banlieue de Waltershausen en Thuringe, Allemagne), est un pasteur, un théologien, un pédagogue et un philanthrope. En 1784, il fonde la maison d'éducation philanthropique de Schnepfenthal près de Gotha.

## Biographie

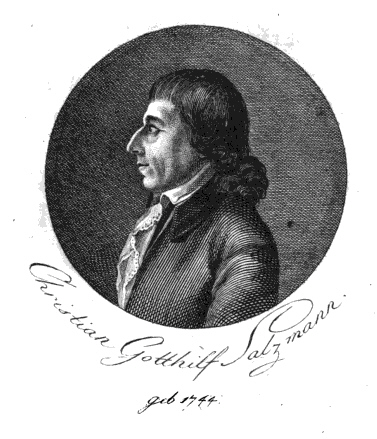
Christian Gotthilf Salzmann

Salzmann étudie la théologie à Iéna et devient prêtre en 1768. De 1781 à 1784, il collabore au collège Philanthropinum Dessau (de) fondé par Johann Bernhard Basedow à Dessau (Saxe-Anhalt)Dessau. En 1784 il fonde à Schnepfenthal son propre établissement éducatif. Parmi ses collaborateurs sont Johann Christoph Friedrich GutsMuths ainsi que Johann Matthäus Bechstein.
Dans son opuscule Krebsbüchlein (mars 1780, réédition 1792) il critique de manière particulièrement violente et de façon parfois paradoxale les méthodes d'éducation de son temps. Il devient connu comme le « Jean-Jacques Rousseau allemand », qui, comme l'auteur de l’Émile, exprime avec force les principes éducatifs du Romantisme.
La tombe de Salzmann se trouve dans le « cimetière de la forêt » à proximité de Schnepfenthal.

## Œuvres choisies
- Ameisenbüchlein, oder Anweisung zu einer vernünftigen Erziehung der Erzieher. (Le livre des fourmis ou introduction des éducateurs à une pédagogie raisonnée) ;
- Denkwürdigkeiten aus dem Leben ausgezeichneter Teutschen des achtzehnten Jahrhunderts. (Biographie des Allemands distingués du XVIIIe siècle).
- Krebsbüchlein, oder Anweisung zu einer unvernünftigen Erziehung der Kinder. (Petit livre du Cancer, introduction à une éducation déraisonnable des enfants).
- Über die wirksamsten Mittel, Kindern Religion beyzubringen (Leipzig 1780). (Sur les moyens les plus efficaces d'amener les enfants à la religion).
- Carl von Carlsberg oder über das menschliche Elend (Leipzig 1783-87). (Carl von Carlsberg, ou de la misère humaine).
- Moralisches Elementarbuch nebst einer Anleitung zum nützlichen Gebrauch desselben (Leipzig 1782-84). (Manuel de morale élémentaire avec des instructions pour sa mise en œuvre pratique)
- Über die Erziehungsanstalt zu Schnepfenthal (Schnepfenthal, 1808). (Sur la maison d'éducation de Schnepfenthal).